# Von deutscher Seele
 (octobre 2020).
Si vous disposez d'ouvrages ou d'articles de référence ou si vous connaissez des sites web de qualité traitant du thème abordé ici, merci de compléter l'article en donnant les références utiles à sa vérifiabilité et en les liant à la section « Notes et références ».

Von deutscher Seele op. 28 (Sur l'âme allemande) est une cantate profane créée par Hans Pfitzner en 1921.
Elle est sous-titrée « cantate romantique » par le compositeur. Le texte est basé sur des poèmes de Joseph von Eichendorff. La première représentation de l'oeuvre eut lieu le 27 janvier 1922 par l'orchestre philharmonique de Berlin sous la direction de Selmar Meyrowitz.
L'œuvre est écrite pour un orchestre polyphonique, dont un chœur mixte et une orgue ; son exécution demande un peu moins de deux heures, et elle se compose de deux parties : 
- Mensch und Natur (Homme et nature)
- Leben und Singen (Vie et chants)

Le chant, de style très lyrique car appartenant au courant artistique romantique, évoque la nature, la vie, le rêve...par les poèmes composant les paroles de la chanson. La cantate n'est pas une musique religieuse, destinée à l'Église ; néanmoins elle évoque régulièrement Dieu ou le Christ. Cela tient au fait que Joseph von Eichendorff, l'écrivain des paroles, était très religieux, et laissait souvent transparaître sa foi dans ses poèmes.